# حوجلة

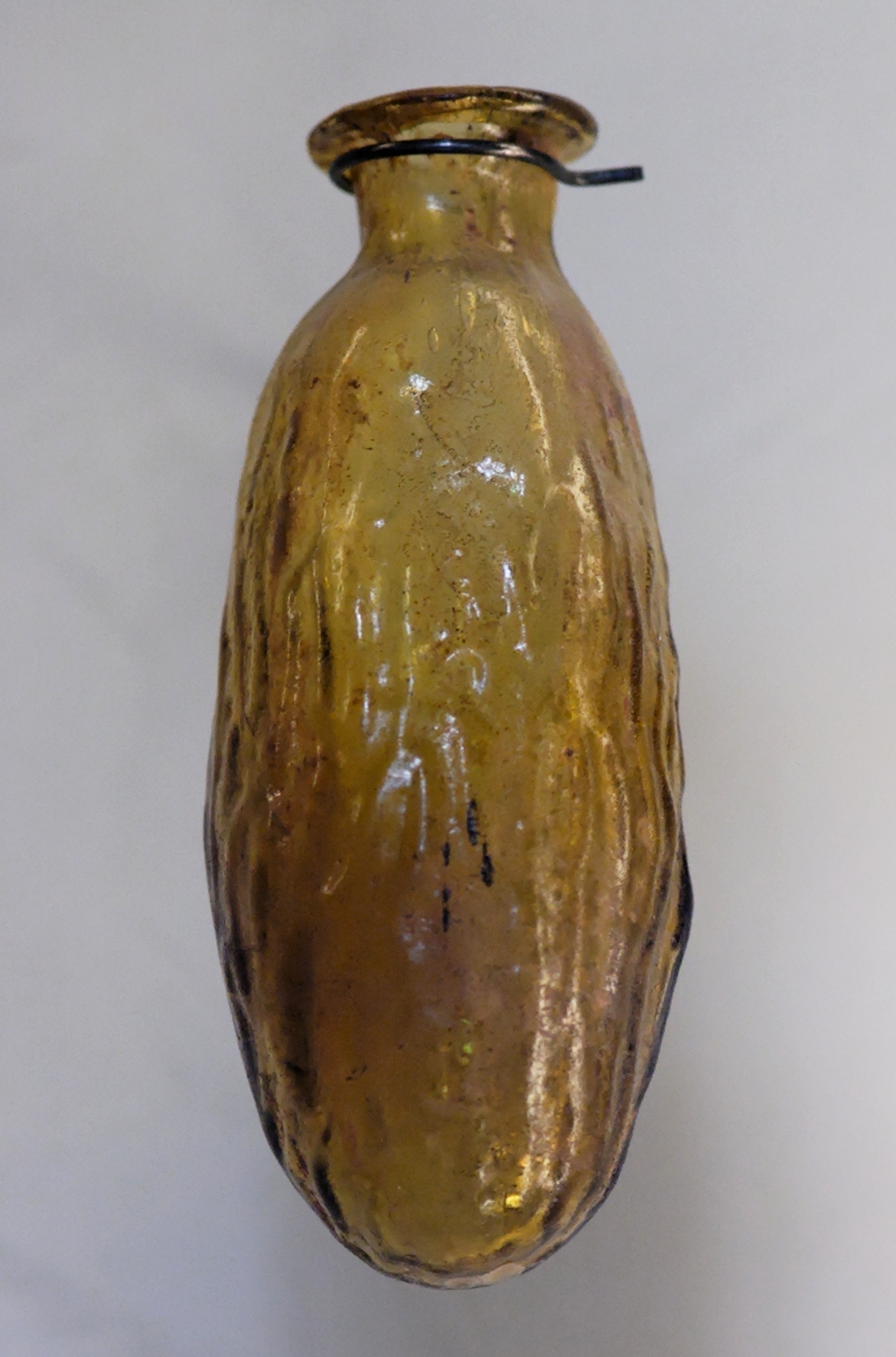
حوجلة

الحوجلة هي أحد أنواع القارورات بحيث تكون غليظة الأسفل أو صغيرة الحجم وواسعة الرأس.
حسب معجم لسان العرب فإن كلمة حوجلة هي من الفعل الثلاثي حَجَلَ وجمعها هو حواجل.
قد تستخدم الحواجل في أغراض الحفظ وقد تستخدم للزينة.